# Volta Redonda
Volta Redonda è un comune del Brasile nello Stato di Rio de Janeiro, parte della mesoregione del Sul Fluminense e della microregione della Vale do Paraíba Fluminense.
Essa è situata tra i 350 m e i 707 m sul livello del mare, ed ha una popolazione di 259.811 abitanti (stima del 2009). Se si considera invece l'hinterland, la popolazione sommata a quella delle vicine Barra Mansa e Pinheiral ammonta a 450.000 unità circa, che ne fanno l'area più popolosa della regione, dopo quella di Rio de Janeiro. Il suo nome (che in portoghese sta per "curva tonda") è dovuta alla curva che il fiume Rio Paraíba do Sul compie attorno alla città.
Nella città è ha sede la Companhia Siderurgica Nacional (CSN), il più grande produttore d'acciaio del Sud America. Oggi la sua economia, nonostante sia ancora basata sull'acciaio, è comunque diversificata e largamente focalizzata sulle aree dei servizi e dei commerci. Proprio a causa dell'elevata produzione d'acciaio, la città è mondialmente nota come Cidade do Aço (Città dell'acciaio). Inoltre essa intrattiene relazioni con i maggiori poli produttivi delle altre regioni, come Juiz de Fora (che sta a 190 km di distanza) e São José dos Campos (220 km).

## Storia
Nel 1744, i primi avventurieri diedero il nome di "Volta Redonda" alla città. Grandi fabbriche vennero impiantate ed i nomi che allora ebbero, sono stati tramandati, essendo ora i nomi di numerosi distretti.
Tra gli anni 1860 e 1870, la navigazione attraverso il fiume Rio Paraíba do Sul ebbe un incremento notevole tra le città di Resende e quella di Barra do Piraí e allo stesso tempo venne costruita la ferrovia D. Pedro II tra Barra do Piraí e Barra Mansa.
Con queste premesse, nel 1875, il villaggio di Santo Antonio de Volta Redonda ebbe un grande impulso demografico; la liberazione degli schiavi del 1888 però pesò molto sullo sviluppo dell'area della Vale do Paraíba in quanto l'agricoltura senza manodopera, divenne economicamente insostenibile.
La situazione venne ribaltata nel 1941, quando il ciclo dell'industrializzazione della città ebbe inizio. Scelta per l'installazione della Companhia Siderúrgica Nacional (CSN) divenne la base per l'industrializzazione del Brasile. Lavoratori da numerose regioni del paese si recarono nella città per lavorare in fabbrica e nell'indotto da essa generato. Nel 1946, quando aprì, fu la prima fabbrica d'acciaio dell'intero Sud America.
Simbolo sottostimato dell'orgoglio nazionale brasiliano, la fabbrica di Volta Redonda incarnò le politiche industriali del Sud America dal secondo dopoguerra alla crisi di fine anni ottanta. Dalla sua privatizzazione del 1993 comunque, la fabbrica — ora conosciuta come "Presidente Vargas Steelworks" — ha trasceso le sue origini dirigiste per diventare una delle realtà maggiormente produttive del mondo nel settore dell'acciaio.

## Sport
Il Volta Redonda Futebol Clube è la squadra di calcio più importante della città ed essa disputa gli incontri casalinghi allo stadio Raulino de Oliveira, che si trova nel centro della città.
Vi è nato il calciatore Felipe Melo.